# 拉法尔莱索利维耶
拉法尔莱索利维耶（法語：La Fare-les-Oliviers，法語發音：[la faʁ le.z‿ɔlivje]）是法国罗讷河口省的一个市镇，属于普罗旺斯地区艾克斯区。

## 地理
拉法尔莱索利维耶（43°33'6"N, 5°11'41"E）面积13.98 平方千米，位于法国普罗旺斯-阿尔卑斯-蓝色海岸大区罗讷河口省，该省份为法国东南部沿海省份，北起沃克吕兹省，西接加尔省，南濒地中海，东临瓦尔省。
与拉法尔莱索利维耶接壤的市镇（或旧市镇、城区）包括：贝尔莱唐、朗松普罗旺斯、沃洛、库杜克斯。

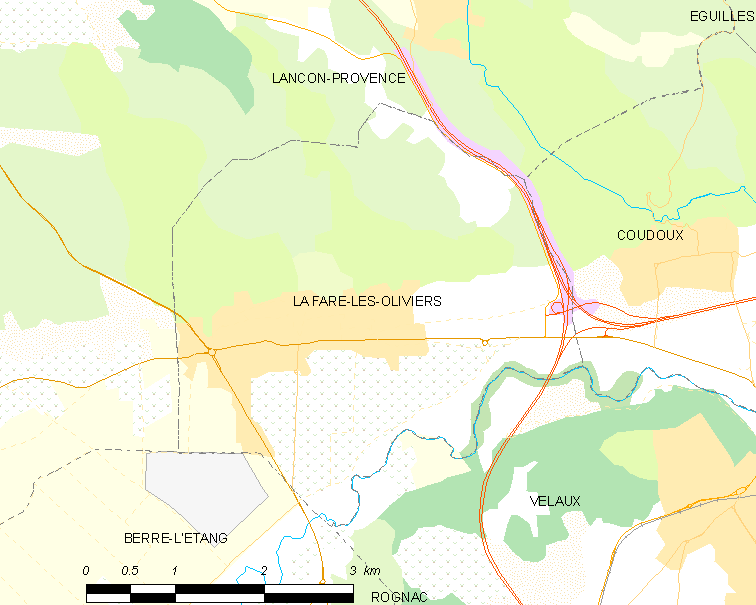
拉法尔莱索利维耶的OSM定位图

拉法尔莱索利维耶的时区为UTC+01:00、UTC+02:00（夏令时）。

## 行政
拉法尔莱索利维耶的邮政编码为13580，INSEE市镇编码为13037。

## 政治
拉法尔莱索利维耶所属的省级选区为贝尔莱唐县。

## 人口

1962-2008年间拉法尔莱索利维耶人口变化图示

拉法尔莱索利维耶于2022年1月1日时的人口数量为8953人。